# غاريث غريفيثز (ملحن)
غاريث غريفيثز (بالإنجليزية: Gareth Griffiths)‏ هو ملحن أسترالي، ولد في 1943.